# Achmy Halley
Achmy Halley est un homme de lettres français né en 1961 dans les Cévennes. Journaliste de presse écrite - il a notamment collaboré à l'L'Événement du jeudi et dirigé Théâtre magazine - il est aussi écrivain et chercheur en littérature contemporaine. Il a consacré sa thèse de doctorat à Marguerite Yourcenar et est aujourd'hui l'un des spécialistes de son œuvre. Il a dirigé la Villa Marguerite-Yourcenar à Saint-Jans-Cappel, près de Lille, de 2007 jusqu’à 2016. De 2017 à 2020, il a occupé le poste de Chef de Projet Vie & Patrimoine Littéraires. Il travaille actuellement en tant que Chef de Projet Vie Littéraire à la Médiathèque Départementale du Nord depuis 2021. 
Achmy Halley est également l'auteur de plusieurs romans pour la jeunesse.